# كيف نتعامل مع القرآن (كتاب)
كيف نتعامل مع القرآن هو كتاب ألفه الشيخ محمد الغزالي.

## مقدمة الكتاب
يبدأ الكاتب محمد الغزالي في مدخل كتابه كيف نتعامل مع القرآن عن القرآن الكريم وكيف نتعامل معه يتحدث فيه عن حال المسلمين اليوم مع القرآن الكريم، وما حصل لهم جراء تركهم للانكباب عليه نهلاً منه ومن معينه الذي لا ينضب وينبه على ضرورة العودة له. وناقش الغزالي في هذا الكتاب أغلب القضايا المطروحة بين المسلمين فيما يتعلق بالقرآن الكريم ويناقش مسألة النسخ وهو أنه لا نسخ في القرآن الكريم وتكلم عن الشهود الحضاري للمسلمين في قوله تعالى «وتكونوا شهداء على الناس» وكيف أصبح الناس يتحدثون عن سنن القرآن الكريم مثل سنة التدافع وسنة التداول الحضاري وسنة التسخير وسنة الأجل، وتكلم عن التفسير بالرأي والتفسير عن الإعجاز العلمي ورأيه فيه ضبطه وضوابطه وخلود القرآن وخلود المشكلات التي يعالجها نصيب الفرد من الخطاب القرآني والاستبداد السياسي وتغيير المسار القرآني وترجمة القرآن وغيرها من المسائل المتعلقة بالقران.

## موضوع الكتاب
يستعرض الغزالي في كتابه كيف نتعامل مع القرآن؟ أنه كثيراً ما يتم تلاوة كتاب الله ليل نهار، بل قد يكون هناك فئة كبيرة من الذين يجيدون تلاوته وأحكامه بأروع الأصوات، ولكن بالوقت نفسه هل هذه هي الطريقة التي يجب أن يتم التعامل بها مع القرآن، وهل هذه هي الطريقة التي تحقق الأهداف الأساسية لهذا الكتاب؟ وهل هذه هي الطريقة التي يمكن بها أن يرسم الطريق للتخلص من الأزمات والهموم والكربات؟ هل هذه هي الطريقة التي بها يكون القرآن مصدرًا لشحذ فاعليات الأشخاص وبناء نهضتهم، حتى الوصول إلى موقع القيادة والشهادة.
افتتح الغزالي هذا الكتاب، وبدأ مقاله ببعض الأسئلة الاستنكارية التي يستنكر بها حال المسلمين الآن مع كتابهم القرآن، ويبين الشيخ أن معظم المسلمين اليوم قد انصرف اهتمامهم فقط إلى ناحية التلاوة وضبط مخارج الحروف وإتقان الغنن والمدود وما الي ذلك مما يتصل فقط بأحكام القرآن أو التلاوة. ويعاتب الشيخ أيضا على من يقرأ القرآن ويفصل بين تلاوته وتدبره. فالغاية الأساسية التي لأجلها نزل هذا الكتاب، قد ذكرها الله في كتابه: «كتاب أنزلناه إليك مبارك ليدبروا آياته وليتذكر أولوا الألباب»، فأين التدبر إذن!! وأين ألوا الألباب!! حيث أنه في هذه الأيام قد كثر الذين يخرون صما وعميانًا إذا تليت عليهم آيات الله، وقد وصف الله عباد الرحمن: «والذين اذا ذكروا بآيات ربهم لم يخروا عليها صما وعميانا». وقد وصلت الدرجة في هذه الأيام إلى أنه هناك بعض الإذاعات الصوتية لدول الغرب الذين لا يعرفون للقرآن قدرا، يقومون بإذاعة القرآن في فترات من اليوم وفي بعض المناسبات، وكأنهم قد اطمأنت قلوبهم أن الأمة الإسلامية اليوم تسمع ولا تعي. ويقارن الغزالي حال المسلمين المعاصرين مع القرآن بحال السابقين في جملة جامعة شاملة، حيث يقول: «كان الأولون يقرءون القرآن فيرتفعون إلى مستواه، أما نحن فنقرأ القرآن فنشده إلى مستوانا»، وهذا ظلم للكتاب العظيم. وينبغي كذلك أن يكون للقرآن تأثيرًا علي سلوك الأفراد وأخلاقهم وفي جميع أركان حياتهم؛ فالنبي كان خلقه القرآن وكان قرءانًا يمشي بين الناس، هذا معناه أنه كان يعيش بالقرآن ويحيا في جو القرآن. ثم ينبغي على قارئ كتاب الله أن يفهم شمول الرؤية القرآنية، هذا يعني أن القرآن ليس كتابا فنيا مقيما على قضايا معينة، ثم تنقطع فيه الرؤية الشاملة، بل هو يعرض الكون ويبني عقيدة، ويربي أخلاقا، ويمزج بين الجميع بطريقة مدهشة، كما قال الله تعالى: «يا أيها الناس اعبدوا ربكم الذي خلقكم»، وهذا توحيد، فيه أمر للناس بعبادة الله، وتلاها بقوله «الذي جعل لكم الأرض فراشا والسماء بناء وأنزل من السماء ماء فأخرج به من الثمرات رزقا لكم فلا تجعلو لله أندادا وأنتم تعلمون».
وتابع الغزالي الكثير من الأمثلة لتوضيح الرؤية الشاملة للقرآن. ثم تحت عنصر موطن الخلل يكتب الشيخ صفحات كثيرة، ويذكر أن الإصابة والخلل متمركزان في المؤسسات الموكول إليها عملية الإشراف على التربية والتعليم من مناهج وكتاب ومدرس ووسائل معينة. ويبين أن هذه المؤسسات لم تستطع أن تكون أداة توصيل صحيحة بين الجيل وبين القرآن ومواريثه الثقافية. ويؤكد الشيخ على أنه لا بد أن يتم فهم آيات القرآن فهما موضوعيا وليس فهما محدودا للنص، فإذا كان هناك في المسلمين ممن يقرأ القرآن مع فهم محدود للنص دون أن يعمل هذا النص في ما نزل من أجله وفي ما نزل علي محمد به، فمعني هذا أنه يريق الدواء على الأرض، ولا يستشعر بحسن علاج المرضي بتعاطيه. وشدد على أنه بدلا من أن تضع لافتة أثناء افتتاح مدرسة عسكرية وتكتب عليها وأعدوا لهم ما استطعتم من قوة، أن يكون البناء التربوي والإعداد العلمي والتخطيط الاقتصادي والعسكري مبنيا على أدوات تجمع وأجهزة تحشد وتعد، وهذا هو المعني الحقيقي للآية وهذا هوا المعني الحقيقي للجهاد في سبيل الله، وليس في كثرة ترديد الآية دون وعي أو فهم.
ويقول أن المسلمين لم يهتموا مثلًا بقول الله «وعلامات وبالنجم هم يهتدون»، حيث اكتفى المسلمون بالتعليق بأن الله قد لفت أنظار البشر إلى أن هناك علامات في الأرض والسماء! ولكن ما هي؟ وماذا صنع المسلمون بهذه العلامات؟ وما هي الوسائل والمبتكرات التي تم تطوريها حيال هذا الموضوع؟ وأعرب عن حزنه أنه للأسف الشديد أن هناك من غير المسلمين من يغزو الفضاء ويتخذ من غزو الفضاء منارات وعلامات لكي يسخر الحضارة له. ودعى إلى أنه لابد من حسن التعامل مع القرآن، وأن يتحول القرآن إلى طاقة متحركة في حياة الفرد، لا أن يوضع في المتاحف أو المكاتب للبركة، أو أن يتم قراءة أية أو بضع أيات منه ينتهي الأمر، وان هذا لا يجوز فعله مع كتاب الله.
وينتقل الشيخ إلى نقطة هامة وهي تعامل الأفراد مع القرآن من منظوري التعليم والحفظ، وبين الغزالي أن أكثر ممن يمن الله عليهم بحفظ كتابه يحفظونه منذ الصغر وهم أطفالا، وأن الحقيقة هي أن أفضل وقت لحفظ كتاب الله في سن الطفولة، والطريقة المعتاده في تعلم الصغار هي الحفظ والتسميع دون وعي بأي شئ أو إدراك لمعني، فالطفل يقرأ القرآن وتمر عليه آيات بها كثير من العبر والعظات فما يدرك منها شيئا، والمشكلة الكبيرة أن هذه الطريقة قد تؤثر عليه بعدما يكبر، لأنه اعتاد على أن يقرأ دون أن ينظر إلى معني أو مغزي. وذكر هو نفسه مثالا خصه هو صغير السن، حيث يقول: كنت أقرأ قوله تعالى وأنا في العاشرة من عمري «وكل إنسان ألزمناه طائره في عنقة»، فكنت أظن أن هناك طائرا ما كالغراب أو الحمام بعنق كل إنسان. وكان ذلك نتيجة حفظ القرآن دون أن يعلمه شيخه ما المراد وما المغزى مما يقرأ. ثم يؤكد الشيخ على ضرورية إيجاد طريقة مبسطة سهلة للأطفال تربط الحفظ مع الفهم والإدراك لمعاني القرآن، حتي ينشئ الطفل من البداية وهو مدرك لأهمية فهم النص قبل حفظه.
تناول الإمام نقطة دور المناهج التراثية في فهم القرآن، وباختصار شديد يببن الشيخ تحت هذا العنصر أهمية جميع المناهج في تفسير القرآن بلا استثناء، فليس المنهج الأصولي فقط هو الذي يعتمد عليه، بل هناك المناهج الفلسفية والصوفية والأدبية وغيرهم، وبين الشيخ بالتفصيل هذه المناهج ورجالها وممن صاروا عليها.
وفي نهاية حديثه، انتقل إلى بعض الأحكام المتعلقة بالقرآن الكريم وأبرزها: النسخ في القرآن، حيث يرفض تماما أن يقال أن هناك آيات في كتاب الله أهملت أو عطلت أو سقط حكمها ويرى أن هذه إهانة للكتاب المعظم، بل كل آية يمكن أن تعمل، لكن الحكيم هو الذي يعرف الظروف التي يمكن أن تعمل بها الآية. وقد أيده كثير من العلماء ممن قالو بمثل هذا الرأي، وممن نفوا تماما وجود النسخ في القرآن، وعالج الشيخ هذه القضية باستفاضة كبيرة، وأورد الكثير من هذه الآراء حيال هذا الأمر. وهناك أحكام أخرى تحدث عنها كترجمة معاني القرآن وغيرها.